# Başkarcı, Merkezefendi
Başkarcı là một thị trấn thuộc huyện Merkezefendi, tỉnh Denizli, Thổ Nhĩ Kỳ. Dân số thời điểm năm 2010 là 2.457 người.